# Цувано (княжество)

Мон рода Камеи

Княжество Цувано (яп. 津和野藩 Цувано-хан) — феодальное княжество (хан) в Японии периода Эдо (1601—1871). Цувано-хан располагался в провинции Ивами в регионе Санъиндо (современная префектура Симане).

## Краткая история
Административный центр княжества: замок Цувано (современный посёлок Цувано, уезд Каноаси, префектура Симане).
Доход хана:
- 1601—1616 годы: 30 000 — 43 468 коку риса
- 1617—1871 годы: 43 000 коку риса.

Первым правителем княжества Цувано был назначен в 1601 году Сакадзаки Наомори (1563—1616), вассал Тоётоми Хидэёси и Токугава Иэясу.
В 1617 году новым даймё княжества стал Камэи Масанори (1590—1619), 2-й правитель Сикано-хана (1612—1617) в провинции Инаба. Потомки последнего управлять княжеством вплоть до 1871 года.
В 1871 году Цувано-хан был ликвидирован. Территория княжества была включена в состав префектуры Хамада, а в 1876 году — в состав префектуры Симане.

### Правители Цувано
- Род Садзаки (1601—1616) (тодзама-даймё)

| № | Имя               | Имя      | Годы правления | Годы жизни | Примечания                                   |
| - | ----------------- | -------- | -------------- | ---------- | -------------------------------------------- |
| 1 | Сакадзаки Наомори | 坂崎直盛 | 1601—1616      | 1563—1616  | При рождении — Укита Акииэ, сын Укита Тадаиэ |

- Род Камэи (1617—1871) (тодзама-даймё)

| №  | Имя            | Имя       | Годы правления | Годы жизни | Примечания                                                                                  |
| -- | -------------- | --------- | -------------- | ---------- | ------------------------------------------------------------------------------------------- |
| 1  | Камэи Масанори | 亀井 政矩 | 1617—1619      | 1590—1619  | Сын Камэи Коринори (1557—1612), 1-го даймё Сикано-хана (1582—1612)                          |
| 2  | Камэи Корэмаса | 亀井 茲政 | 1619—1680      | 1617—1681  | Сын предыдущего                                                                             |
| 3  | Камэи Корэтика | 亀井茲親  | 1681—1731      | 1669—1731  | Третий сын предыдущего                                                                      |
| 4  | Камэи Корэмицу | 亀井茲満  | 1731—1736      | 1713—1736  | Сын предыдущего                                                                             |
| 5  | Камэи Корэнобу | 亀井茲延  | 1736—1743      | 1722—1756  | Внук Камэи Корэтика, 3-го даймё Цувано-хана                                                 |
| 6  | Камэи Корэтанэ | 亀井茲胤  | 1743—1752      | 1726—1752  | Приёмный сын предыдущего                                                                    |
| 7  | Камэи Норисада | 亀井矩貞  | 1752—1783      | 1739—1814  | Приёмный сын предыдущего                                                                    |
| 8  | Камэи Нориката | 亀井矩貞  | 1783—1819      | 1766—1821  | Старший сын предыдущего                                                                     |
| 9  | Камэи Корэнао  | 亀井茲尚  | 1819—1830      | 1786—1831  | Третий сын Камэи Нориката, младший брат предыдущего                                         |
| 10 | Камэи Корэката | 亀井茲方  | 1831—1839      | 1817—1846  | Третий сын предыдущего                                                                      |
| 11 | Камэи Корэми   | 亀井茲監  | 1839—1871      | 1825—1885  | Сын Аримы Ёринори (1797—1844), 9-го даймё Куруме-хана (1812—1844), приёмный сын предыдущего |